# (31945) 2000 GQ108
2000 GQ108 (asteroide 31945) é um asteroide da cintura principal. Possui uma excentricidade de 0.05293530 e uma inclinação de 5.50822º.
Este asteroide foi descoberto no dia 7 de abril de 2000 por LINEAR em Socorro.